# Скляев, Федосей Моисеевич
Федосе́й Моисе́евич Скля́ев (4 января 1672 года — 10 мая 1728 года) — русский кораблестроитель, корабельный мастер (1707), капитан корабельный (июль 1709), капитан-командор (10 июля 1727).

## Биография

### Ранние годы жизни (1672—1698)
Федосей Моисеевич Скляев родился 4 января 1672 года в придворном подмосковном селе Преображенском. Его отец, Моисей Скляев, был уроженцем Новгорода и служил царским конюхом.
В 1676 году совместно с детьми других царских конюхов Ф. М. Скляев был зачислен в «потешный Петров полк», сформированный повелением царя Алексея Михайловича специально для забав его сына Петра Алексеевича из сверстников царевича.
В 1688 году, когда шестнадцатилетний Пётр I увлёкся созданием на Переяславском озере «потешной флотилии», вместе с царём на постройке разных судов плотничали и его сверстники из «потешного войска», среди которых был и Скляев. Всезнающий наставник и приятель Петра голландец Франц Тиммерман был первым инструктором, обучавшим Скляева с его товарищами корабельному плотницкому делу.
В 1691 году «потешное войско» Петра I было реорганизовано в лейб-гвардию с сформированием двух гвардейских полков — Преображенского и Семёновского. Федосей Скляев, числившийся к тому времени бомбардиром «потешного войска», в том же качестве был записан в Преображенский полк.
С весны 1696 года в Воронеже началась форсированная постройка галер для предстоящего похода русской армии к Азову. Под руководством Франца Тиммермана, а также выписанных из Голландии корабельных мастеров Питера Класа и Яна Янсена в числе преображенских «шхипманов» Ф. М. Скляев плотничал на постройке царской галеры «Принципиум». После спуска галеры на воду Скляев был зачислен матросом в её команду. Командовал этой галерой в походе к Азову лично Пётр I, который убедился, «что его любимец не только хорошо владеет топором, но к тому же и ловкий моряк».
Вскоре после Азовских походов началась подготовка к отправке в страны Западной Европы Великого посольства, в составе которого собирался инкогнито отправиться и сам Пётр I. В первый десяток отряда волонтёров царь включил и своего приближённого — бомбардира Преображенского полка Федосея Скляева. В Нидерландах Скляев вместе с Петром и другими волонтёрами, пожелавшими обучаться кораблестроению, нанялся корабельным плотником на Амстердамскую верфь Ост-Индской компании. Курс практического обучения кораблестроению волонтёры проходили у голландского корабельного мастера Герита Класа, под руководством которого менее чем за три месяца был построен фрегат «Апостолы Пётр и Павел».
В начале января 1698 года Федосей Скляев и остальные работавшие с царём волонтёры переехали в Англию, где пробыли более четырёх месяцев. В Англии Скляев изучал корабельную архитектуру, а также кораблестроительное черчение. Лингвистические способности позволили ему быстро освоить английский язык, благодаря чему он мог обходиться без переводчика при беседах со своими учителями.
Для ознакомления с венецианским галерным кораблестроением Пётр I направил Федосея Скляева, Лукьяна Верещагина, Фаддея Попова и Григория Островского в 1698 году в Венецию. В Венеции их встретил Иван Головин, который с группой из нескольких волонтёров прибыл сюда несколько ранее. Все прибывшие волонтёры были определены для обучения кораблестроению в местный арсенал, считавшийся одним из лучших кораблестроительных предприятий на Средиземном море. Быстрое освоение итальянского языка значительно способствовало глубине изучения Скляевым венецианского кораблестроения.

### Деятельность Ф. М. Скляева в 1699—1708 годах
Пётр, всегда чувствовавший призвание к кораблестроению и с увлечением работавший в этой области, как государственный деятель отдавал себе отчёт в том, что не может безотлучно находиться при постройке кораблей. Петру нужен был кораблестроитель — товарищ в работе. Таким товарищем царь и выбрал Федосея Скляева, с которым с отроческих лет вместе начал осваивать любимое кораблестроительное дело. Пётр решил прервать учение Скляева и срочно вызвал его вместе с Лукьяном Верещагиным в Воронеж.

Не сразу удалось уехать из Венеции Скляеву и Верещагину. Ушло некоторое время на оформление аттестатов, которые они должны были получить, сдав соответствующие экзамены строгим экзаменаторам из числа лучших венецианских кораблестроителей. За сравнительно короткий срок Федосей Скляев основательно познакомился с голландскими, английскими и венецианскими методами кораблестроения, освоив их на практике. Он научился критически подходить к каждому из них, сравнивать конструктивные решения различных иностранных кораблестроителей, вырабатывать собственное самобытное суждение по каждому вопросу. Немудрено, что экзамены в Венеции были выдержаны блестяще, и в середине ноября 1698 года Скляев и Верещагин отбыли в Россию.
Сразу после приезда Ф. М. Скляева в Воронеж Пётр I назначил его своим первым помощником в строительстве 58-пушечного линейного корабля «Гото Предестинация».
В следующие несколько лет Пётр по своим чертежам заложил на воронежских верфях ещё три линейных корабля — «Ластка», «Старый дуб» и «Старый орёл», строителем всех трёх неизменно назначался Федосей Скляев. Ф. М. Скляев был доверенным лицом царя и фактически главным кораблестроителем на воронежских верфях. В отсутствие царя он решал все принципиальные вопросы, связанные с постройкой кораблей и судов иностранными мастерами.
Построенные Скляевым под наблюдением Петра I корабли не уступали по своим качествам линейным кораблям, созданным в Воронеже лучшими иностранными корабельными мастерами и вместе с ними составили основу Азовского флота. Они выгодно отличались от кораблей «кумпанств».
Вместе со строительством многопушечных «государевых» кораблей в Воронеже Скляев осваивал создание прамов, часть которых оборудовали в виде плавучих деревянных доков — камелей, необходимых для подъёма на них наиболее глубокосидящих кораблей и проводки этих кораблей через мелководное устье Дона в Азовское море.
С началом создания Балтийского флота Скляев был направлен на верфи Ладоги и в Санкт-Петербург, где он строил галеры и шнявы. Для Балтийского флота Скляев сконструировал «бригантину нового манера» — вид малой галеры для гребной эскадры Балтийского флота.
В 1706 году Скляевым был разработан проект быстроходной яхты типа шнявы, не имевшей артиллерийского вооружения. Эта яхта, получившая имя «Надежда», стала первым кораблём, построенным в Санкт-Петербургском Адмиралтействе, и оказалась более быстроходной, чем самое быстроходное до этого судно Балтийского флота — шнява «Мункер». В следующем году в Санкт-Петербургском Адмиралтействе Скляевым была построена 16-пушечная шнява «Лизет». Пётр I настолько был доволен новой шнявой, что произвел Скляева в чин морского поручика Преображенского полка. Кроме этого, Ф. М. Скляеву был выдан «пас мастерский», то есть свидетельство о его производстве в корабельные мастера.

### Деятельность кораблестроителя в 1709—1728 годах
В 1709—1712 годах Ф. М. Скляев построил первый полноценный линейный корабль Балтийского флота — «Полтаву».
В ноябре 1711 года Ф. М. Скляев заложил и через пять месяцев спустил на воду 20-пушечную шняву «Принцесса» (чертёж корабля был разработан им самим). В следующем году по разработанным им самим проектам он заложил в Санкт-Петербургском Адмиралтействе два линейных корабля: 60-пушечный «Нарва» и 68-пушечный «Ревель». В 1714 году Ф. М. Скляев построил 32-пушечный фрегат «Святой Илья». В 1713—1718 годах он построил в Санкт-Петербурге четыре больших прама «Дикий бык», «Думкрат», «Медведь» и «Олифант» для Балтийского флота, а с 1716 по 1720 год вёл строительство 80-пушечного трёхпалубного линейного корабля «Фридемакер».

### Семья
Известно, что в 1708 году Скляев владел участком рядом с Зимним дворцом. В 1720-х годах Скляев строит на этом участке каменный дом, в котором у проживёт до своей смерти. Умер Ф. М. Скляев 10 мая 1728 года.
Дочь Наталья будет жить в этом же доме с 1761 по 1773 год.

## Корабли, построенные Федосеем Моисеевичем Скляевым
- 58-пушечный линейный корабль «Гото Предестинация» (1700 год).
- Яхта «Либе» (совместно с Г. А. Меньшиковым).
- Яхта «Надежда».
- 16-пушечная яхта «Лизет» (1708 год)[3].
- 80-пушечный линейный корабль «Старый орёл» (1709 год).
- 54-пушечный линейный корабль «Ластка» (1709 год).
- 54-пушечный линейный корабль «Полтава».
- 20-пушечная шнява «Принцесса».
- 60-пушечный линейный корабль «Нарва».
- 68-пушечный линейный корабль «Ревель».
- 80-пушечный линейный корабль «Фридемакер».
- 100-пушечный линейный корабль «Пётр Первый и Второй».
- 90 -пушечный линейный корабль «Лесное».